# Stolas
Stolas, Stolos, Stoppas oder Solas ist eine Figur der Dämonologie. Sein Ursprung liegt in diversen  okkulten Traditionen. In dem Grimoire Ars Goetia ist er der 36. von insgesamt 72 Dämonen, die von König Solomon beschworen werden können. Er gilt als Großprinz oder Präsident der Hölle.

Stolas erscheint beziehungsweise wird in der Gestalt eines Adlers, Rabens oder einer Krone tragenden Eule mit ibisartigen Beinen dargestellt.

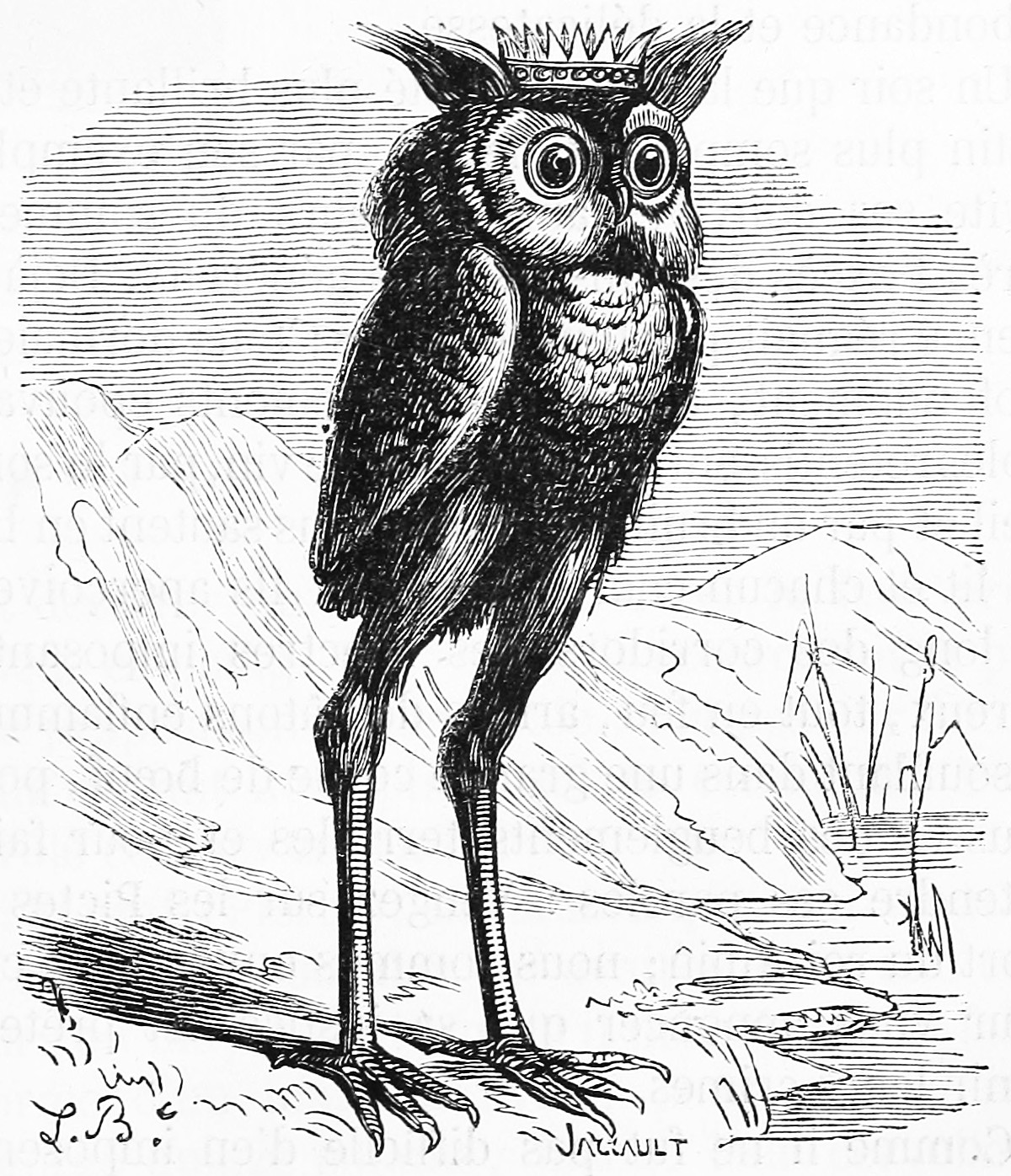
Prinz Stolas, als gekrönte Eule

Stolas verleiht laut Überlieferungen Wissen über Astronomie, Edelsteine sowie Kräutermedizin. Er soll außerdem auch die Fähigkeit besitzen Menschen in Tiere (gerade in Vögel) zu verwandeln.
Der Name „Stolas“ selbst könnte von dem lateinischen Wörtern „stolo“ (stehlen) oder „stolidus“ (unvernünftig) stammen. Dies könnte auf den vermeintlichen Einfluss beziehungsweise seine Kräfte hindeuten.

## Moderne Interpretationen
In der amerikanischen Webserie Helluva Boss von VivziePop hat Stolas, als Aristokrat der Hölle, eine wichtige Rolle in der Geschichte inne.